# Theodor Filthaut
Theodor Filthaut (* 27. Oktober 1907 in Duisburg; † 31. Oktober 1967 in Essen) war Professor für Pastoraltheologie an der Westfälischen Wilhelms-Universität in Münster.

## Leben
Theodor Filthaut wurde am 27. Oktober 1907 in Duisburg als zweites Kind einer Buchhändlerfamilie geboren. Nach dem Besuch des Gymnasiums in Oberhausen, wo er 1927 die Reifeprüfung ablegte, hat er zunächst Germanistik und Anglistik an der Universität Innsbruck studiert, bis er sich von 1929 bis 1934 dem Studium der katholischen Theologie an der Eberhard Karls Universität Tübingen und an der Westfälischen Wilhelms-Universität in Münster zuwandte.
Nachdem Filthaut 1934 in Münster durch den Bischof und späteren Kardinal Clemens August Graf von Galen die Priesterweihe erhalten hatte, war er zunächst bis 1937 Seelsorger in verschiedenen Gemeinden des Münsterlandes.
Seit 1937 war er als Assistent und Dozent an der "Religionshochschule" in Elkeringhausen bei Winterberg, einem Vorläufer der späteren Pädagogischen Hochschulen, tätig.
Mit der Dissertation "Die Kontroverse über die Mysterienlehre, dargestellt nach ihrem gegenwärtigen Stand" wurde Filthaut 1947 in der Katholisch-Theologischen Fakultät der Ludwig-Maximilians-Universität München zum Dr. theol. promoviert. Anschließend war er zunächst Dozent für Religionswissenschaft und Religionspädagogik am "Sonderlehrgang zur Heranbildung von Lehrkräften für die Volksschule" in Wadersloh und dann Verwalter des "Referats für kirchliche Lehrerweiterbildung im Bistum Münster". 1956 habilitierte er sich an der Katholisch-Theologischen Fakultät der Eberhard Karls Universität Tübingen mit einer Arbeit über "Das Reich Gottes in der katechetischen Unterweisung. Eine historische und systematische Untersuchung" und erhielt die Lehrbefugnis für Pastoraltheologie.
Von 1957 bis 1967 lehrte Theodor Filthaut als ordentlicher Professor für Pastoraltheologie und Liturgik in der Katholisch-Theologischen Fakultät der Westfälischen Wilhelms-Universität in Münster. Noch zu seinem 60. Geburtstag konnte er am 27. Oktober 1967 in einer kleinen Feierstunde die ihm von seinen Schülern, Kollegen und Freunden gewidmete Festschrift "Die Neue Gemeinde" entgegennehmen, bevor er 4 Tage später plötzlich verstarb.

## Lebenswerk
Filthaut war ein Gelehrter von internationaler Bedeutung. Sein Forschen und Lehren waren geprägt von unbedingter Sachlichkeit und von großer Aufgeschlossenheit für die Fragen und Probleme in der Kirche der Gegenwart. Er war Mitherausgeber und Redakteur der "Diakonia. Internationale Zeitschrift für die Praxis der Kirche". 
Als Ordinarius für Pastoraltheologie und Liturgik gab Filthaut in Wort und Schrift vielfältige pastoraltheologische Anregungen für die Erneuerung der kirchlichen Pastoral. Für ihn bestand eine wesens- und zeitgerechte Seelsorge einerseits für die Schule in einer umfassenden Erziehung aus dem Glauben und andererseits für die Gemeinde in der österlichen Glaubensverkündigung verbunden mit einer liturgischen Erneuerung. 
Diese beiden Themenbereiche bildeten die Hauptschwerpunkte seiner Lehre und auch seiner Forschung. Sowohl seine eigenen Veröffentlichungen in Büchern und Zeitschriftenaufsätzen wie auch die Dissertationsthemen seiner Doktoranden und die Themen der Habilitanden konzentrierten sich auf Glaubensunterweisung und Verkündigung des Glaubens. Zu seinen Schülern gehörten u. a. Adolf Exeler, Wolfgang Offele, Gerhard Bellinger, Gerhard Mücher und Franz Kamphaus, die alle Professoren an einer Universität geworden sind. Zudem wurde Exeler sein Nachfolger in Münster und Kamphaus Bischof von Limburg.

## Schriften
- Die Kontroverse über die Mysterienlehre. Warendorf 1947 (franz. 1954; span. 1963)
- Kirchliche Kunst der Gegenwart. Recklinghausen 1954 (engl. 1956)
- Heiliges Mahl. Tischgebete. Recklinghausen 1955
- Das Reich Gottes in der katechetischen Unterweisung. (=Untersuchungen zur Theologie der Seelsorge, Bd. XII). Freiburg i. Br. 1958 (ital. 1963)
- Verkündigung und Glaube. Festgabe für Franz X. Arnold. Freiburg i. Br. 1958
- Grundfragen liturgischer Bildung. Düsseldorf 1960 (span. 1964, ²1965; engl. 1965; ital. 1966)
- Israel in der christlichen Unterweisung. München 1963 (engl. 1965)
- Das Reich Gottes und die Glaubensunterweisung. Freiburg i. Br. 1964 (span. 1967)
- Zeichen der Auferstehung. Mainz 1965, Leipzig 1967
- Kirchenbau und Liturgiereform. Mainz 1965
- Politische Erziehung aus dem Glauben. Mainz 1965 (span. 1968)
- Umkehr und Erneuerung. Kirche nach dem Konzil. Mainz 1966
- Glaube und Schule. Grundüberlegungen zum Schulstreit. Mainz 1967
- Aspekte der Glaubensunterweisung von morgen (=Aktuelle Schriften zur Religionspädagogik, Bd. 15).Freiburg i. Br. postum 1968 (ital. 1969)

Ferner: Filthaut hat eine Vielzahl von Beiträgen in wissenschaftlichen Sammelwerken wie Festschriften und Handbüchern, Lexika und Wörterbüchern sowie eine ganze Reihe von Artikeln in wissenschaftlichen Zeitschriften verfasst, deren Themen sich mit Fragen der Seelsorge beschäftigen, wie Verkündigung und Unterweisung, Liturgie und Ökumene.